# Kartuzy (plaats)
Kartuzy (Duits: Karthaus) is een stad in het Poolse woiwodschap Pommeren, gelegen in de powiat Kartuski. De oppervlakte bedraagt 6,23 km², het inwonertal 15.472 (2005).

## Verkeer en vervoer
- Station Kartuzy